# Campeonato Mundial de Atletismo Júnior de 2014 - 1500 m masculino
A prova dos 1500 metros rasos masculino do Campeonato Mundial de Atletismo Júnior de 2014 ocorreu entre os dias 22 e 24 de julho em Eugene, nos Estados Unidos. 

## Recordes
Antes desta competição, os recordes mundiais e do campeonato nesta prova eram os seguintes:
|     | Nome              | Nacionalidade | Tempo   | Local    | Data                |
| --- | ----------------- | ------------- | ------- | -------- | ------------------- |
| WJR | Ronald Kwemoi     | Quênia        | 3:28.81 | Mónaco   | 18 de julho de 2014 |
| CR  | Abdalaati Iguider | Marrocos      | 3:35.53 | Grosseto | 15 de julho de 2004 |

## Medalhistas
| Ouro                        | Prata                      | Bronze                          |
| Jonathan Kiplimo Sawe (KEN) | Abdi Waiss Mouhyadin (DJI) | Hillary Cheruiyot Ngetich (KEN) |

## Cronograma
Todos os horários são locais (UTC-7).
| Data        | Hora  | Evento        |
| ----------- | ----- | ------------- |
| 22 de julho | 11:45 | Eliminatórias |
| 24 de julho | 20:40 | Final         |

## Resultados

### Eliminatórias
Qualificação: Os 3 primeiros de cada bateria (Q) e os 3 tempos mais rápidos (q). 
Bateria 1
| Posição | Aleta                 | Nacionalidade  | Tempo   | Notas           |
| ------- | --------------------- | -------------- | ------- | --------------- |
| 1       | Jonathan Kiplimo Sawe | Quênia         | 3:41.35 | Q,              |
| 2       | Jan Petrac            | Eslovênia      | 3:43.15 | Q, NJR          |
| 3       | William Levay         | Suécia         | 3:43.28 | Q,              |
| 4       | Yemaneberhan Crippa   | Itália         | 3:43.44 | q,              |
| 5       | Hassan Ghachoui       | Marrocos       | 3:45.01 | q               |
| 6       | Julius Lawnik         | Alemanha       | 3:45.22 | q               |
| 7       | Adam Zenkl            | Chéquia        | 3:45.79 | Recorde pessoal |
| 8       | Aregawi Berhane       | Etiópia        | 3:46.47 |                 |
| 9       | Grant Fisher          | Estados Unidos | 3:49.62 | Recorde pessoal |
| 10      | Sergio Jiménez        | Espanha        | 3:52.75 |                 |
| 11      | John Aquino           | Guam           | 4:11.28 |                 |

Bateria 2
| Posição | Aleta               | Nacionalidade | Tempo   | Notas                |
| ------- | ------------------- | ------------- | ------- | -------------------- |
| 1       | Thiago André        | Brasil        | 3:47.68 | Q                    |
| 2       | Alexis Miellet      | França        | 3:48.48 | Q                    |
| 3       | Roy van Eekelen     | Países Baixos | 3:48.51 | Q                    |
| 4       | Mike Tate           | Canadá        | 3:48.59 |                      |
| 5       | Süleyman Bekmezci   | Turquia       | 3:49.01 | Recorde da temporada |
| 6       | Oussama Nabil       | Marrocos      | 3:49.49 |                      |
| 7       | Jack Stapleton      | Austrália     | 3:49.67 |                      |
| 8       | Ivan Malic          | Croácia       | 3:49.68 |                      |
| 9       | Filip Sasínek       | Chéquia       | 3:50.39 |                      |
| 10      | Takieddine Hedeilli | Argélia       | 3:51.72 |                      |
| 11      | Sebastian Hendel    | Alemanha      | 3:54.59 |                      |
| 12      | Hamza Al Hadi       | Líbia         | DNS     |                      |

Bateria 3
| Posição | Aleta                     | Nacionalidade  | Tempo   | Notas                |
| ------- | ------------------------- | -------------- | ------- | -------------------- |
| 1       | Abdi Waiss Mouhyadin      | Djibuti        | 3:48.36 | Q                    |
| 2       | Hillary Cheruiyot Ngetich | Quênia         | 3:48.40 | Q                    |
| 3       | Zak Patterson             | Austrália      | 3:48.64 | Q                    |
| 4       | Chalachew Shemeles        | Etiópia        | 3:48.76 | Recorde da temporada |
| 5       | Patrick Joseph            | Estados Unidos | 3:49.00 |                      |
| 6       | Shaun Wyllie              | Reino Unido    | 3:49.95 |                      |
| 7       | José María Martínez       | México         | 3:50.27 |                      |
| 8       | Vincent Hazeleger         | Países Baixos  | 3:51.27 |                      |
| 9       | Roman Kwiatkowski         | Polónia        | 3:52.19 |                      |
| 10      | Mattia Padovani           | Itália         | 3:53.10 |                      |
| 11      | Luis Gustavo Solórzano    | El Salvador    | 3:58.05 |                      |

### Final
A prova final foi realizada no dia 24 de julho às 20:40.  
| Posição           | Atleta                    | Nacionalidade | Tempo   | Notas                |
| ----------------- | ------------------------- | ------------- | ------- | -------------------- |
| Medalha de ouro   | Jonathan Kiplimo Sawe     | Quênia        | 3:40.02 | Recorde da temporada |
| Medalha de prata  | Abdi Waiss Mouhyadin      | Djibuti       | 3:41.38 |                      |
| Medalha de bronze | Hillary Cheruiyot Ngetich | Quênia        | 3:41.61 | Recorde da temporada |
| 4                 | Thiago André              | Brasil        | 3:42.58 |                      |
| 5                 | Zak Patterson             | Austrália     | 3:44.21 | Recorde pessoal      |
| 6                 | Jan Petrac                | Eslovênia     | 3:44.39 |                      |
| 7                 | Julius Lawnik             | Alemanha      | 3:44.96 |                      |
| 8                 | Alexis Miellet            | França        | 3:45.28 |                      |
| 9                 | William Levay             | Suécia        | 3:45.31 |                      |
| 10                | Yemaneberhan Crippa       | Itália        | 3:47.16 |                      |
| 11                | Roy van Eekelen           | Países Baixos | 3:48.57 |                      |
| 12                | Hassan Ghachoui           | Marrocos      | 3:48.61 |                      |

Legenda
| Recorde mundial       | Recorde mundial (World record)               |                       | Recorde africano                      | Recorde africano (African) |                                           | Q | Classificado por posição (Qualified) |
| Recorde do campeonato | Recorde do campeonato (Championship record)  | Recorde da América    | Recorde da América (Americas)         | q                          | Classificado por melhor tempo (Qualified) |   |                                      |
| Melhor marca do ano   | Melhor marca do ano (World leading)          | Recorde asiático      | Recorde asiático (Asian)              | DNS                        | Não largou (Did not start)                |   |                                      |
| Recorde nacional      | Recorde nacional (National record)           | Recorde europeu       | Recorde europeu (European)            | DNF                        | Não terminou (Did not finish)             |   |                                      |
| Recorde pessoal       | Recorde pessoal do atleta (Personal best)    | Recorde da Oceania    | Recorde da Oceania (Oceania)          | DSQ / DQ                   | Desclassificado (Disqualified)            |   |                                      |
| Recorde da temporada  | Recorde da temporada do atleta (Season best) | Recorde sul-americano | Recorde sul-americano (South America) | NM                         | Sem marca (No mark)                       |   |                                      |